# Anne-Sophie Frigout
Anne-Sophie Frigout (ur. 11 kwietnia 1991 w Reims) – francuska polityk, nauczycielka i działaczka samorządowa, posłanka do Zgromadzenia Narodowego, posłanka do Parlamentu Europejskiego X kadencji.

## Życiorys
Z zawodu nauczycielka historii i geografii, podjęła pracę w szkole w Fismes. Od 2012 należała do ugrupowania Powstań Republiko (od 2014 działającego pod nazwą Powstań Francjo). Przez rok pełniła funkcję wiceprzewodniczącej tej partii. Opuściła ją w 2020, współtworząc ruch polityczny L’Avenir français; objęła w nim stanowisko zastępczyni krajowego koordynatora. Z ramienia  Zjednoczenia Narodowego w 2021 została wybrana do rady regionu Grand Est. W wyborach z czerwca 2022 uzyskała mandat posłanki do Zgromadzenia Narodowego XVI kadencji. Sprawowała go do grudnia tego samego roku, gdy Rada Konstytucyjna unieważniła wybory w jej okręgu. W styczniu 2023 przegrała w powtórzonych wyborach z reprezentującą LREM Laure Miller. W 2024 została natomiast wybrana do Europarlamentu X kadencji.